# Enrique Torres
Enrique Oscar Torres (* 27. Februar 1950 in Villa Pueyrredón, Provinz Buenos Aires) ist ein argentinischer Drehbuchautor und Produzent von Telenovelas.

## Filmografie
- 1991: Celeste
- 1992: Antonella
- 1993: Casi todo, casi nada
- 1993: Celeste, siempre Celeste
- 1994: Nano
- 1994/95: Perla negra
- 1996: Zíngara
- 1997: Mía, solo mía
- 1997/98: Cebollitas
- 1998/99: Muñeca brava
- 1999/2000: Cabecita
- 2000: Amor latino
- 2001–2003: Anjo Selvagem
- 2005: El patrón de la vereda
- 2005: Amarte así
- 2008: Las tontas no van al cielo
- 2011: Amar de nuevo